# Peel, New South Wales
Peel är en ort i Australien. Den ligger i kommunen Bathurst Regional och delstaten New South Wales, i den sydöstra delen av landet, omkring 160 kilometer väster om delstatshuvudstaden Sydney. Antalet invånare är 177.
Närmaste större samhälle är Bathurst, omkring 12 kilometer sydväst om Peel. 
Trakten runt Peel består i huvudsak av gräsmarker. Runt Peel är det ganska glesbefolkat, med 43 invånare per kvadratkilometer. Genomsnittlig årsnederbörd är 932 millimeter. Den regnigaste månaden är februari, med i genomsnitt 172 mm nederbörd, och den torraste är oktober, med 38 mm nederbörd.